# Waste Isolation Pilot Plant
Waste Isolation Pilot Plant (WIPP) — глубокое геологическое хранилище радиоактивных отходов в США. Представляет собой третье в мире лицензированное хранилище, имеющее разрешение на хранение отходов на сроках порядка 10 тысяч лет. Принимает отходы с высоким содержанием альфа-излучателей (трансурановые элементы) от военной и исследовательской атомной промышленности США. Стоимость проекта с учетом 25-35 лет эксплуатации оценивалась в 19 миллиардов долларов США.
Захоронение находится в 42 километрах от города Карлсбад, штат Нью-Мексико, в районе, известном как юго-восточный ядерный коридор Нью-Мексико. В этом районе находятся также обогатительный завод National Enrichment Facility и завод компании Waste Control Specialists. Захоронение отходов производится в солевых образованиях Делаверского бассейна на глубине около 660 метров.

## История
Строительство WIPP началось в 1980 году. В марте 1999 года завод был введен в эксплуатацию и принял первую партию радиоактивных отходов из Лос-Аламосской национальной лаборатории. С тех пор WIPP принимает трансурановые отходы от девяти военных объектов США («Рокки Флэтс», лабораторий Лос-Аламос, Айдахо, Хэнфордского комплекса и других).
Подземное хранилище, расположенное на глубине около 660 метров состоит из восьми полей (панелей, подземных залов), каждое из которых состоит из семи отсеков (комнат). На 2014 год 5 из 8 панелей были заполнены и герметизированы. Общий объём хранения составляет около 180 тысяч м³. WIPP рассчитан для хранения отходов с общей активностью около 300 миллионов ГБк.
WIPP расположен в очень малонаселенном районе, средняя плотность населения в округе Эдди составляет 5 человек на квадратный километр.
В феврале 2014 года на территории завода произошел радиологический инцидент — один из контейнеров самопроизвольно раскрылся из-за экзотермической реакции, вызванной нарушением технологического процесса (неорганический сорбент был ошибочно заменен на органический).
С 1981 года Министерство энергетики США работает с лингвистами, археологами, антропологами, материаловедами, писателями-фантастами и футуристами, чтобы разработать систему предупреждения о ядерной опасности.